# Борш
Борш (рум. borş; молд. борш, borş) — кислый румынский или молдавский квас, который обычно служит основой для чорбы и иных супов. Также так называют молдавский борщ.
Напиток готовят следующим образом. В дубовую бочку или керамический сосуд засыпают 2 кг пшеничных отрубей, заливают их 10 л крутого кипятка, заквашивают закисшими отрубями или корочкой черного хлеба, кладут 2—3 вишнёвые веточки с листьями и оставляют всё на несколько суток для брожения в тёплом месте. Готовый борш процеживают и охлаждают. Произведённый предприятиями пищевой промышленности борш можно приобрести в бутылках.